# Gheorghe Maftei (sollevatore)
Gheorghe Maftei (Onești, 1º aprile 1955) è un sollevatore rumeno che gareggiò nella categoria dei pesi gallo.

## Carriera
Ha partecipato a due edizioni dei Giochi olimpici: a Mosca nel 1980, che valevano anche come campionati mondiali, dove si classificò settimo, e a Los Angeles nel 1984, anch'esse valevoli come campionati mondiali. Il suo miglior risultato a livello internazionale è la medaglia di bronzo ai campionati europei del 1984 di Vitoria.